# Sinagoga de Trnava
La Sinagoga de Trnava o la Sinagoga status quo ante (en eslovaco: Synagóga status quo ante) fue terminada en 1891 o bien en 1897 en la calle Halenárskiej en Trnava, Eslovaquia. La sinagoga fue construida en el estilo morisco-bizantino. El edificio fue devastado durante la Segunda Guerra Mundial. Hoy la sinagoga es un centro de arte contemporáneo, que alberga la galería Koniarek Ján, y que ofrece una serie de exposiciones y conciertos.
En el interior, el ábside y la capilla están rodeados por una galería para las mujeres, que es apoyada por columnas de hierro fundido con capiteles compuestos. En el centro de la capilla es una cúpula de cristal, con su diseño original.